# Aristolochia wageneriana
Aristolochia wageneriana là một loài thực vật có hoa trong họ Aristolochiaceae. Loài này được Schltdl. mô tả khoa học đầu tiên năm 1854.